# Senna punoensis
Senna punoensis är en ärtväxtart som beskrevs av Lass.. Senna punoensis ingår i släktet sennor, och familjen ärtväxter. Inga underarter finns listade i Catalogue of Life.